# Maurice Baring
Maurice Baring (Mayfair, 27 de abril de 1874 - Castelo de Beaufort (Escócia), 14 de dezembro de 1945) foi um versátil intelectual britânico, conhecido como um dramaturgo, poeta, romancista, tradutor, ensaísta, escritor de viagens e correspondente de guerra.
Ele era o quinto filho de Edward Charles Baring, primeiro Barão Revelstoke, da família bancária Baring, e de sua esposa, Louisa Emily Charlotte Bulteel, neta do segundo Conde Grey. Maurice Baring foi educado em Eton College e em Trinity College, na Universidade de Cambridge. Depois de um começo abortivo e de uma carreira diplomática, viajou extensamente, em especial na Rússia. Maurice foi uma testemunha ocular da Guerra russo-japonesa para o jornal londrino Morning Post.
Com a explosão da Primeira Guerra Mundial, ele juntou-se a Royal Flying Corps, onde ele serviu como um assistente de Trenchard. Depois da guerra, Baring teve um período de sucesso como dramaturgo e começou a escrever romances. Nos últimos anos de sua vida, sofreu uma doença crônica.
Foi bastante conectado socialmente, com alguns dos Apóstolos de Cambridge, com O Coterie e com o grupo literário em torno de G. K. Chesterton e Hilaire Belloc, em particular. Em 1909, converteu-se à Igreja Católica Apostólica Romana. No começo da década de 1930, Baring começou a sofrer de Mal de Parkinson e, dez anos depois, foi forçado a partir de sua casa, em Rottingdean, para a Escócia, onde foi cuidado por amigos.

## Trabalhos
- The Black Prince and Other Poems (1903)
- With the Russians in Manchuria. (1905) Londres: Methuen. OCLC 811786
- Forget-me-Not and Lily of the Valley (1905)
- Sonnets and Short Poems (1906)
- Thoughts on Art and Life (1906)
- Russian Essays and Stories. (1908) Londres: Methuen.
- Orpheus in Mayfair and Other Stories (1909)
- Dead Letters (1910)
- The Glass Mender and Other Stories (1910)
- The Russian People (1911)
- Letters from the Near East (1913)[1]
- ''Lost Diaries (1913)
- The Mainsprings of Russia (1914)
- Round the World in any Number of Days (1919)
- Flying Corps Headquarters 1914-1918 (1920)
- Passing By (1921)
- The Puppet Show of Memory (1922) autobiografia
- Overlooked (1922)
- Poems 1914-1919 (1923)
- C (1924)
- Punch and Judy and Other Essays (1924)
- Half a Minute's Silence and Other Stories (1925)
- Cat's Cradle (1925)
- Daphne Adeane (1926)
- Tinker's Leave (1927)
- Comfortless Memory (1928)
- The Coat Without Seam (1929)
- Robert Peckham (1930)
- In My End is My Beginning (1931) livro biográfico sobre Mary Stuart
- Friday's Business  (1932)
- Lost Lectures (1932)
- The Lonely Lady of Dulwich (1934)
- Darby and Joan (1935)
- Have You Anything to Declare? (1936) coleção de notas e citações
- Collected Poems (1937)
- Maurice Baring: A Postscript by Laura Lovat with Some Letters and Verse (1947)
- Maurice Baring Restored: Selections from His Work (1970) escolhido e editado por Paul Horgan
- Dear Animated Bust: Letters to Lady Juliet Duff, France 1915-1918 (1981)
- Letters (2007) selecionado e editado por Jocelyn Hillgarth e Julian Jeffs
- Baring também editou The Oxford Book Of Russian Verse publicado por Clarendon (1924)